# Añua
Añua es un concejo del municipio de Elburgo, en la provincia de Álava, País Vasco (España). 

## Toponimia
En el año 1025 en la Reja de San Millán, consta como Aniu.Otras denominaciones citadas en la documentación antigua han sido: Ainnu (1066),  Anua (c. 1275,1551), Año (1295), Annu (1312), Añue (1337), Aña (s. XVIII), Añua (1802). No se conoce con seguridad el origen del nombre. Quizás podría derivarse de los antropónimos Anius y Annius.

## Geografía física
Añua se halla en la zona central de Álava, a unos 13 km de Vitoria y a una de altitud 560 m s. n. m. (metros sobre el nivel del mar). La población es bañada por el río que lleva su nombre, afluente del Alegría cerca de Elburgo.

### Ubicación
|                | Norte: Gazeta y Elburgo |               |
| Oeste: Andollu |                         | Este: Alegría |
|                | Sur: Hijona             |               |

## Historia
Como otras aldeas de la zona, Añua fue agregada a la jurisdicción de la villa de  Elburgo por privilegio de Alfonso XI de Castilla en 1337.

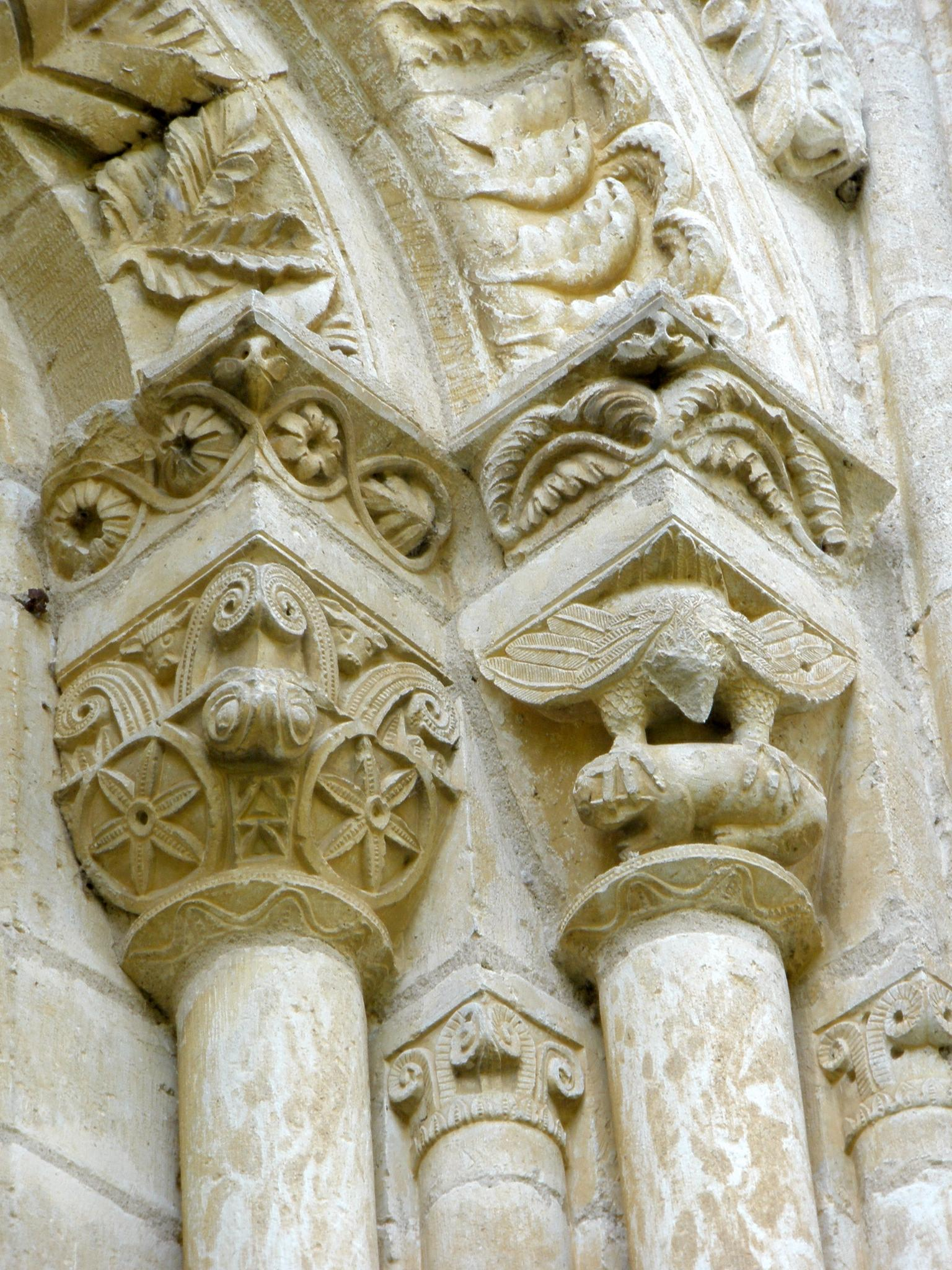
Capiteles de la Iglesia de la Natividad

## Cultura

### Patrimonio material
- Iglesia de la Natividad. Originariamente del siglo XIII, el edificio gótico fue muy transformado a lo largo de su historia. Estuvo muy ligada a las peregrinaciones por el antiguo Camino de Santiago Vasco del Interior. Su ábside, obra del siglo XIII que estilísticamente se situaría en la transición del Románico al Protogótico, es uno de los ejemplares de arte medieval más ricos de toda la Llanada Alavesa. La cornisa superior presenta interesantísimos canecillos. Tanto en ellos como en los capiteles de las ventanas se pueden contemplar representaciones de personajes de diversos oficios, animales, motivos vegetales, etc. La portada del templo es del siglo XV,  de arco apuntado con tres arquivoltas. Las claves de la nave están decoradas con pinturas en grisalla. La capilla funeraria lateral ubicada en el muro norte, gótico-renacentista, perteneció a la familia de los Otazu-Guevara y es obra del siglo XV. El arco de acceso tiene todavía elementos góticos, mientras que las pinturas que cubren las bóvedas son ya de estilo renacentista. La sacristía-baptisterio es del siglo XVII. El retablo mayor, de tres cuerpos, se inició en el siglo XVII y se finalizó en el siglo XVIII. La torre de la iglesia fue reedificada en el siglo XVIII. En la restauración de los años noventa del siglo XX se descubrieron en el templo una serie de pinturas medievales, similares a las de la iglesia de Alaiza, que cubren las bóvedas y parte de los muros de la cabecera.[6][7][8]

- Ermita de santa Lucía y san Adrián. Se trata de una edificación de tipo rural y bastante capacidad en cuyo interior se aprecian cinco pilastras con molduras a modo de capiteles donde se apoyaba la cubierta original, ya desaparecida y sustituida por una lisa. En su interior hay varias imágenes entre ellas la de Santa Lucía, una de las patronas de la ermita, de finales del siglo XVII o principios del siglo XVIII. La ermita es sede de la Comunidad de Montes de la Laurea (Añua, Trokoniz, Hijona y Egileta).[4][7][9]
- En el pueblo hay también varias casonas de interés arquitectónico, algunas en estilo rural tradicional y otras blasonadas del siglo XVI.[10][11]
- Puente de la iglesia.[12]
- Lavadero desaparecido situado entre la fuente y la iglesia, bajo la Sala del Concejo.[13]
- Casa palacio Lazcano.[14]
- Antiguas escuelas.[15]
- Caserío Chagoiti.[16]
- Ánfora romana hallada ocasionalmente (al arrancar las raíces de un árbol) donada a la Diputación que se expone en el Museo BIBAT.[17]

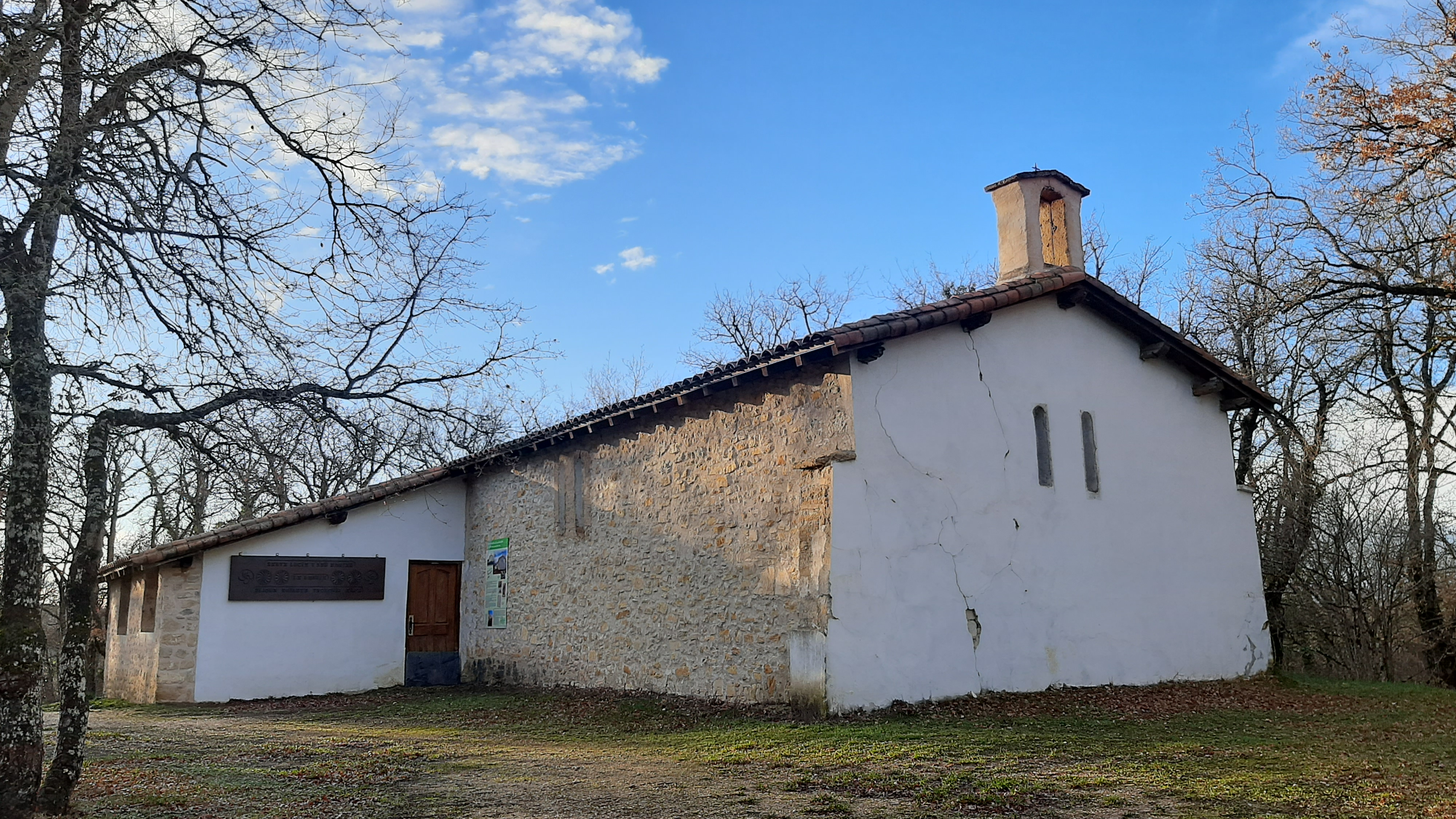
Ermita de Santa Lucía y San Adrián

### Patrimonio inmaterial
- En junio, romería a la ermita de Santa Lucía y San Adrián junto con la vecindad de Egileta, Hijona y Trokoniz (comunidad de La Lauria).[18]
- Las fiestas patronales se celebran el 8 de septiembre, Natividad de Nuestra Señora.[4][19]

## Demografía
| Gráfica de evolución Demográfica de Añua entre 2000 y 2017  |
|                                                             |
| Población de derecho según los censos de población del INE. |